# V-tecknet

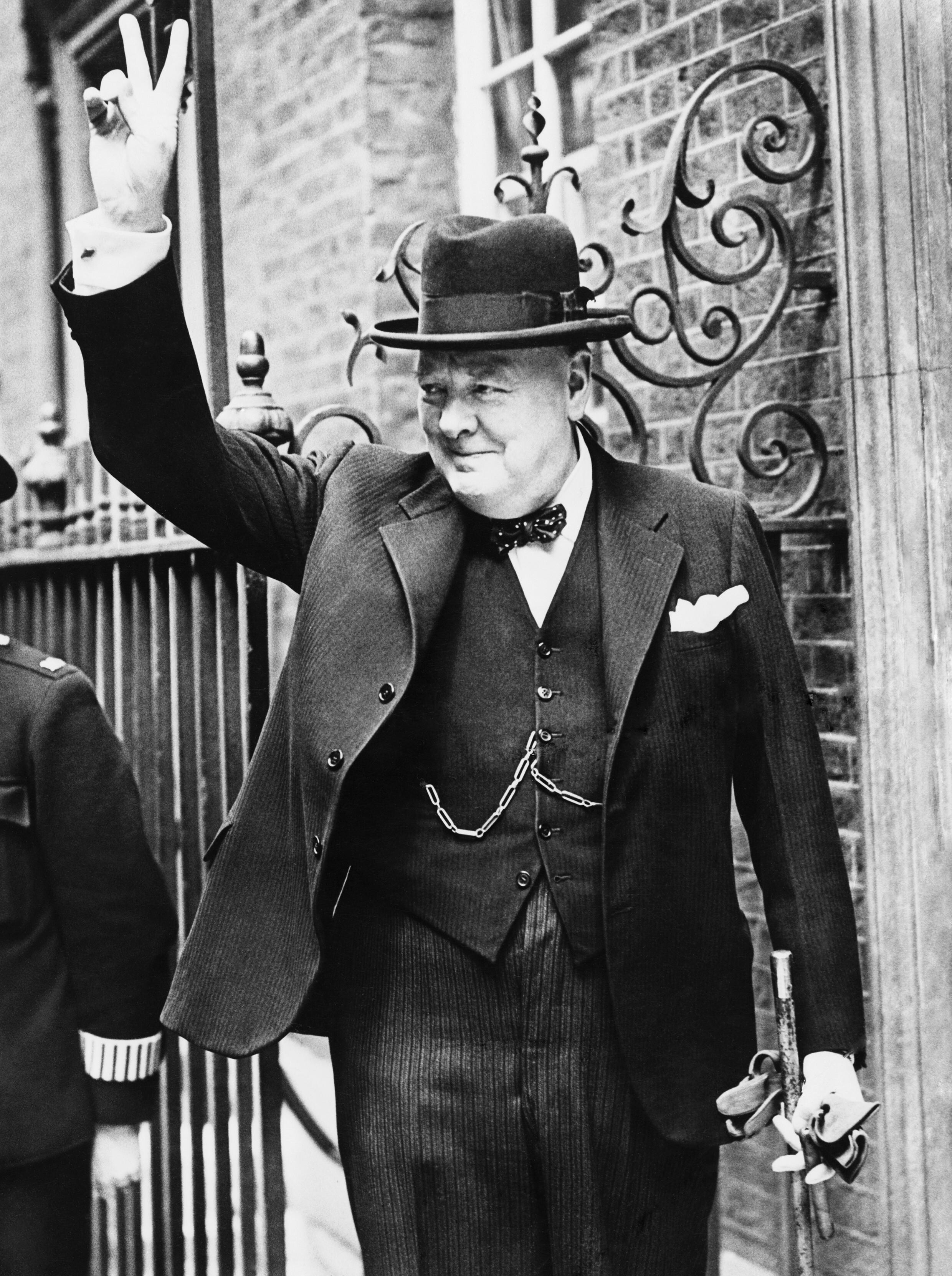
Winston Churchill gör V-tecknet gående längs Downing Street i London 1943.

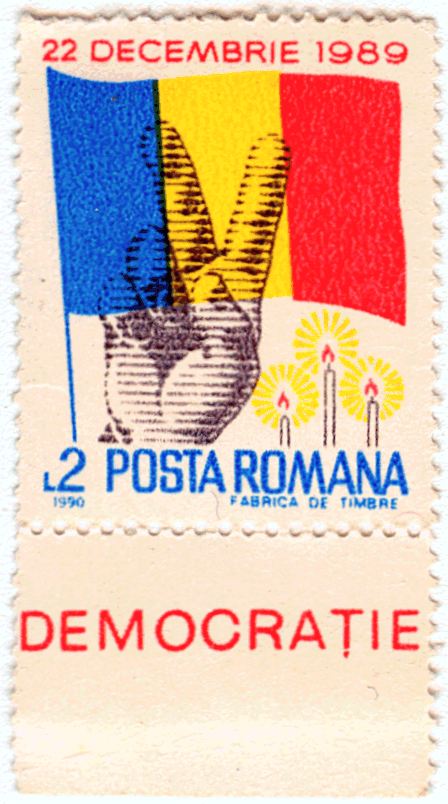
Ett rumänskt frimärke från 1989 med V-tecknet som symboliserade den rumänska revolutionen detta år. Frimärket var en markering från de nya makthavarna efter revolutionen.

V-tecknet är en gest med handen där pekfingret och långfingret ställs upp och hålls isär, medan resten av fingrarna i handen är knutna. Med handflatan inåt, i Storbritannien och en del andra länder, är det en obscen och förolämpande gest. Under andra världskriget populariserade Winston Churchill dess användande som en segergest, ("V" som i engelskans ord för "seger", "victory") från början med handflatan inåt men senare med handflatan utåt. I USA, med handflatan utåt, och mer nyligen även med handflatan inåt, kan det också användas i betydelsen "fred", en betydelse som blev populär under 1960-talets fredsrörelse.